# Vladimir Vertlib

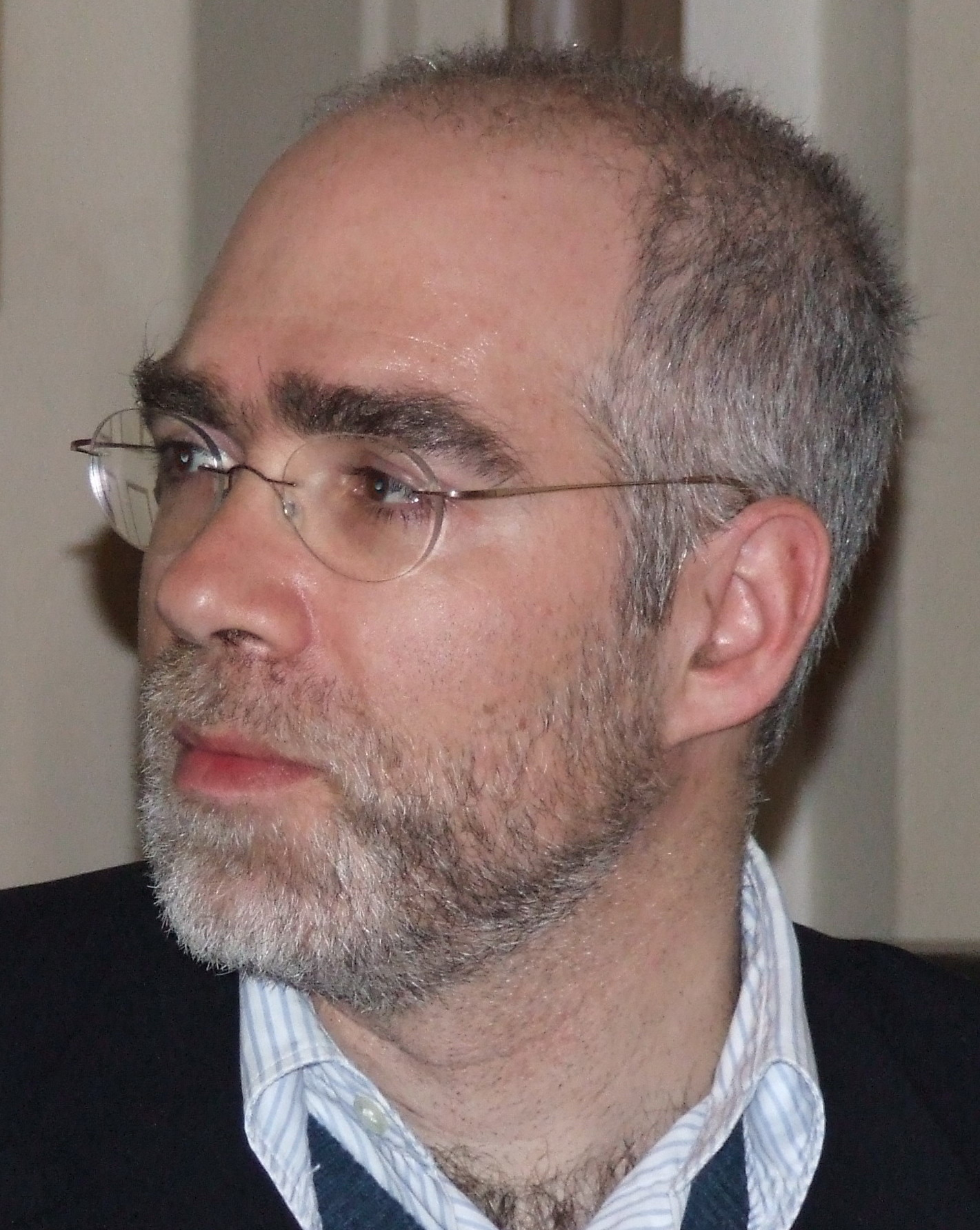
Vladimir Vertlib
Foto: Wolfgang Kubizek

Vladimir Vertlib (* 2. Juli 1966 in Leningrad) ist ein österreichischer Schriftsteller russisch-jüdischer Herkunft.

## Leben
Vertlib emigrierte 1971 mit seiner Familie aus Russland. Stationen der Odyssee, die ihn schließlich 1981 nach Österreich brachte, waren Israel, die Niederlande, die USA und Italien. Er studierte in Wien Volkswirtschaftslehre und erhielt 1986 die österreichische Staatsbürgerschaft. 
Vertlib lebt in Salzburg und Wien.

## Werk
Vertlib veröffentlichte zunächst in Literaturzeitschriften, bevor er 1995 sein erstes Buch herausbrachte. In seinen ersten beiden Büchern Abschiebung und Zwischenstationen verarbeitet er Erfahrungen aus seinem Migrantenleben. Abschiebung schildert den gescheiterten Versuch einer Einwandererfamilie, in den USA Fuß zu fassen. Zwischenstationen beschreibt die vorübergehenden Aufenthalte an den verschiedensten Orten der Welt. In Das besondere Gedächtnis der Rosa Masur erzählt er die Lebensgeschichte einer über 90 Jahre alten Frau: von der Kindheit im jüdischen Schtetl über die Blockade Leningrads und die Repressionen durch Vertreter des Sowjetstaates bis zur Emigration nach Deutschland in den 90er Jahren. Auch Schimons Schweigen ist eine Spurensuche und die Frage nach der Herkunft spielt auch in Letzter Wunsch eine zentrale Rolle, wobei sich Vertlib immer auch mit der Absurdität von Identitätsdebatten auseinandersetzt.
Im Oktober 2024 erschien im Rahmen einer langjährigen literaturwissenschaftlichen Analyse der Wirksamkeit von Literatur in der Gesellschaft eine Habilitationsschrift von Privatdozentin Wiebke Sievers (Europa-Universität Viadrina). Am Beispiel von Vladimir Vertlib, Dimitré Dinev, Julya Rabinowich und Anna Kim wird gezeigt, wie Literatur als Medium der Ausgrenzung und zugleich des Widerstands dagegen gesellschaftliche Entwicklungen beeinflussen kann.

## Ehrungen
- 1999: Österreichischer Förderungspreis für Literatur
- 2001: Förderpreis zum Adelbert-von-Chamisso-Preis
- 2001: Anton-Wildgans-Preis, Wien
- 2006: Chamisso-Poetikdozentur[2] des MitteleuropaZentrums der Technischen Universität Dresden und der Sächsischen Akademie der Künste mit Unterstützung der Robert Bosch Stiftung
- 2023: Preis der Stadt Wien für Literatur
- 2024: Theodor-Kramer-Preis[3]

## Werke
- Abschiebung. Erzählung. 1995, ISBN 3-7013-0902-7.
- Zwischenstationen. Roman. 1999, ISBN 3-216-30455-8.
- Das besondere Gedächtnis der Rosa Masur. Roman. 2001, ISBN 3-423-13035-0.
- Übers. von Carole Fily: L’étrange mémoire de Rosa Masur. (= Bibliothèque Allemande). Métailié, 2016, ISBN 979-10-226-0172-6.
- Letzter Wunsch. Roman. 2003, ISBN 3-216-30678-X.
- Mein erster Mörder. Lebensgeschichten. Deuticke, Wien 2006, ISBN 3-552-06031-6.
- Spiegel im fremden Wort. Die Erfindung des Lebens als Literatur. (= Dresdner Chamisso-Poetikvorlesungen). 2006. Nachwort Annette Teufel & Walter Schmitz. Thelem, Dresden 2007, ISBN 978-3-939888-28-4.
- …und alle Toten starben friedlich … Libretto zu einem Oratorium. Komposition: Wolfgang R. Kubizek
- Am Morgen des zwölften Tages. Roman. Deuticke, Wien 2009, ISBN 978-3-552-06097-5.
- Schimons Schweigen. Roman. Deuticke, Wien 2012, ISBN 978-3-552-06184-2.
- Günter Grass, Israel und die Blödheit. In: Zwischenwelt. Literatur, Widerstand, Exil. 28. Jg., H. 1–2, Mai 2012 ISSN 1606-4321 S. 73. (auch in früheren Heften gibt es öfters Essays von V. V.)
- Konstantin Kaiser: Der emphatische Kritiker. In: Zwischenwelt. Literatur, Widerstand, Exil. 26. Jg., H. 3/4, Dezember 2009, S. 30–33.
- Ich und die Eingeborenen. Essays und Aufsätze. Hg. & Vorwort Annette Teufel. Thelem, Dresden 2012, ISBN 978-3-939888-82-6.
- Lucia Binar und die russische Seele. Roman. Deuticke, Wien 2015, ISBN 978-3-552-06282-5.
- Viktor hilft. Roman. Deuticke, Wien 2018, ISBN 978-3-552-06383-9.
- Reise nach A. Erzählung. Literatur-Quickie, Hamburg 2019, ISBN 978-3-945453-57-5.
- Zebra im Krieg. Residenz, Salzburg 2022, ISBN 978-3-701-71752-1.
- Die Heimreise. Residenz, Salzburg 2024, ISBN 978-3-7017-1783-5.[4]

## (Mit-)Herausgeber
- von 2014 bis 2024: Zwischenwelt. Zeitschrift für Kultur des Exils und des Widerstands. Quartalsschrift der Theodor Kramer Gesellschaft in Wien